# Iwieniec
Iwieniec (biał. Івянец, Iwianiec; ros. Ивенец, Iwieniec) – osiedle typu miejskiego na Białorusi, w obwodzie mińskim, w rejonie wołożyńskim, nad rzeką Wołmą; 4,3 tys. mieszkańców (2010).
Działają tu dwie parafie rzymskokatolickie (pw. św. Aleksego i pw. św. Michała Archanioła) oraz parafia prawosławna (pw. św. Eufrozyny Połockiej).

## Historia
Już w 1495 r. odnotowany jako własność Jerzego Sołłohuba z Iwieńca, późniejszego wojewody smoleńskiego, odziedziczony przez niego z braćmi po ojcu Andrzeju Sołłohubie. Kościół parafialny fundowany przez Sołłohubów przed 1524 r. Prawa miejskie w XVI wieku. 14 lutego 1743 r. po trwającym 140 lat procesie o spadek po Sołłohubach wyprocesowany przez ówczesnego podskarbiego wielkiego litewskiego Jana Michała Sołłohuba. Miasto stało się wówczas centrum hrabstwa iwienieckiego, utworzonego przez podskarbiego wielkiego litewskiego. Hrabstwo iwienieckie przekazane zostało w zarządzanie, a potem było odziedziczone przez syna Antoniego Sołłohuba, generała artylerii litewskiej, żonatego z Brygidą z Radziwiłłów. Po śmierci w 1759 r. Antoniego zarządzane było przez wdowę, a następnie stało się własnością wnuka podskarbiego, Jerzego Sołłohuba, posła na Sejm 1776 r., starosty ejszyskiego. Odziedziczony w 1777 r. przez wdowę Mariannę, 2-vo Brühlową, starościnę warszawską, żonę Alojzego Fryderyka Brühla. Po jej przedwczesnej śmierci (1782) Iwieniec stał się dziedzictwem nieletniej prawnuczki podskarbiego Jana Sołłohuba,  Józefy Sołłohubówny. W 1783-1784 r. toczył się proces w Trybunale Głównym Litewskim w Wilnie i proces eksdywizorski w Iwieńcu w sprawie uregulowania zadłużeń powstałych jeszcze za życia Jerzego Sołłohuba. Iwieniec wraz z całym hrabstwem został utracony przez Rzeczpospolitą w II rozbiorze 1793 r. (granica poszła wzdłuż granicy powiatu mińskiego, do którego należał Iwieniec).
W 1794 r. był widownią przemarszów wojsk polskich podczas insurekcji kościuszkowskiej: w czerwcu 1794 r. do Iwieńca dotarł korpus dowodzony przez księcia Michała Kleofasa Ogińskiego, a w sierpniu 1794 przez Iwieniec przeszedł pułk jazdy płk. Stefana Grabowskiego.
Przez ślub Józefy Sołłohubówny starościanki ejszyskiej w 1797 r. ze Stanisławem Potockim Hrabstwo Iwienieckie weszło do rodziny Potockich, od 1802 do 1808 r. na mocy transakcji rodzinnej był własnością Feliksa Potockiego. W 1808 r. Hrabstwo Iwienieckie od Feliksa Potockiego odkupił Kazimierz Plewako, starosta kołoboryjski, kawaler Orderu św. Stanisława (1791 r.), w 1808 Prezydent I Departamentu Sądu Głównego Guberni Litewsko-Wileńskiej, a po jego śmierci w 1810 r. na mocy zapisów testamentowych i sprzedaży Hrabstwo podzielone zostało między jego krewnych z rodu Plewako. Właścicielem Iwieńca od 1810 r. do 1854 był Jakub Plewako, potem jego żona Elżbieta z Hubińskich Plewakowa i syn Mateusz Emilian Plewako. Ostatecznie w 1885 r. na miasto Iwieniec zostało zlicytowane z powodu zadłużenia bankowego i trafiło w rosyjskie ręce, gen. N. Kazarynowa, a po kolejnej licytacji od 1902 r. w ręce P.M. Doroguncewa.
W okresie międzywojennym w granicach Polski, w ówczesnym powiecie wołożyńskim w dawnym województwie nowogródzkim.
Iwieniec w latach II RP był miasteczkiem oddalonym od granicy z ZSRR o 16 km. Rzeka Wołma, przepływająca przez miasteczko brała swój początek poza granicą państwową. Położone było na pagórkach i otoczone lasami. „Składało się” z kilkunastu większych i mniejszych uliczek – do najważniejszych należały: Piłsudskiego, 3 Maja, Kościuszki i por. Żwirki. Znajdowały się przy nich najważniejsze budynki administracyjne, prywatne i kościoły:
- przy ul. Piłsudskiego (dawna Kojdanowska) – urząd pocztowy, sąd grodzki i trzy budynki szkolne,
- przy ul.Kościuszki (dawna Rakowska) – urząd gminny, budynek szkoły powszechnej, szpital i kościół św. Aleksego.
- przy ul. 3 Maja (dawna Wileńska) znajdowały się najbardziej okazałe budynki mieszkalne, dwa hotele, posterunek policji, apteka, kościół św. Michała.

Przy placu bazarowym (rynku) u zbiegu wymienionych 3 ulic, znajdował się najstarszy kościół w Iwieńcu pod wezwaniem św. Trójcy, istniejący już w XVI w. jako modrzewiowy, potem murowany fundacji Jana Sołłohuba, podskarbiego wielkiego litewskiego, z 1743 r. W dniu 28 listopada 1868 r. wraz z kościołem franciszkańskim św. Michała został zarządzeniem ministra spraw wewnętrznych Rosji Timaszewa zamknięty i oddany prawosławnym, w latach 1880-1885 oba zostały przerobione na cerkwie prawosławne. Spłonął 31 sierpnia 1888 r. w wielkim pożarze Iwieńca od ognia podłożonego „przez mściwą kobietę” i zniszczył „znaczną część miasteczka Iwieńca w powiecie Mińskim” (Gazeta Warszawska, z dn. 30.09.1888 r. nr 257 s. 2-3) i nie został odbudowany, ruiny rozebrano po I wojnie światowej, zaś na fundamentach od strony ulicy Rakowskiej (Kościuszki) wybudowano w 1914 r. (według Br. Króla) niewielką cerkiew, rozebraną po II wojnie światowej. Na tym miejscu w 1998 r. wybudowano nową cerkiew prawosławną. W 1907 roku doszło do zamieszek, z powodu usunięcia przez rosyjską policję postawionego przez katolików krzyża, w trakcie których zginęła stawiająca temu opór kobieta.
Przy wjeździe od strony Wołożyna, za rzeką Wołmą, na tzw. Nowym Mieście, znajdowały się koszary batalionu KOP „Iwieniec” i 2 szwadronu kawalerii KOP, stanowiące ich garnizon do 17 września 1939 roku.

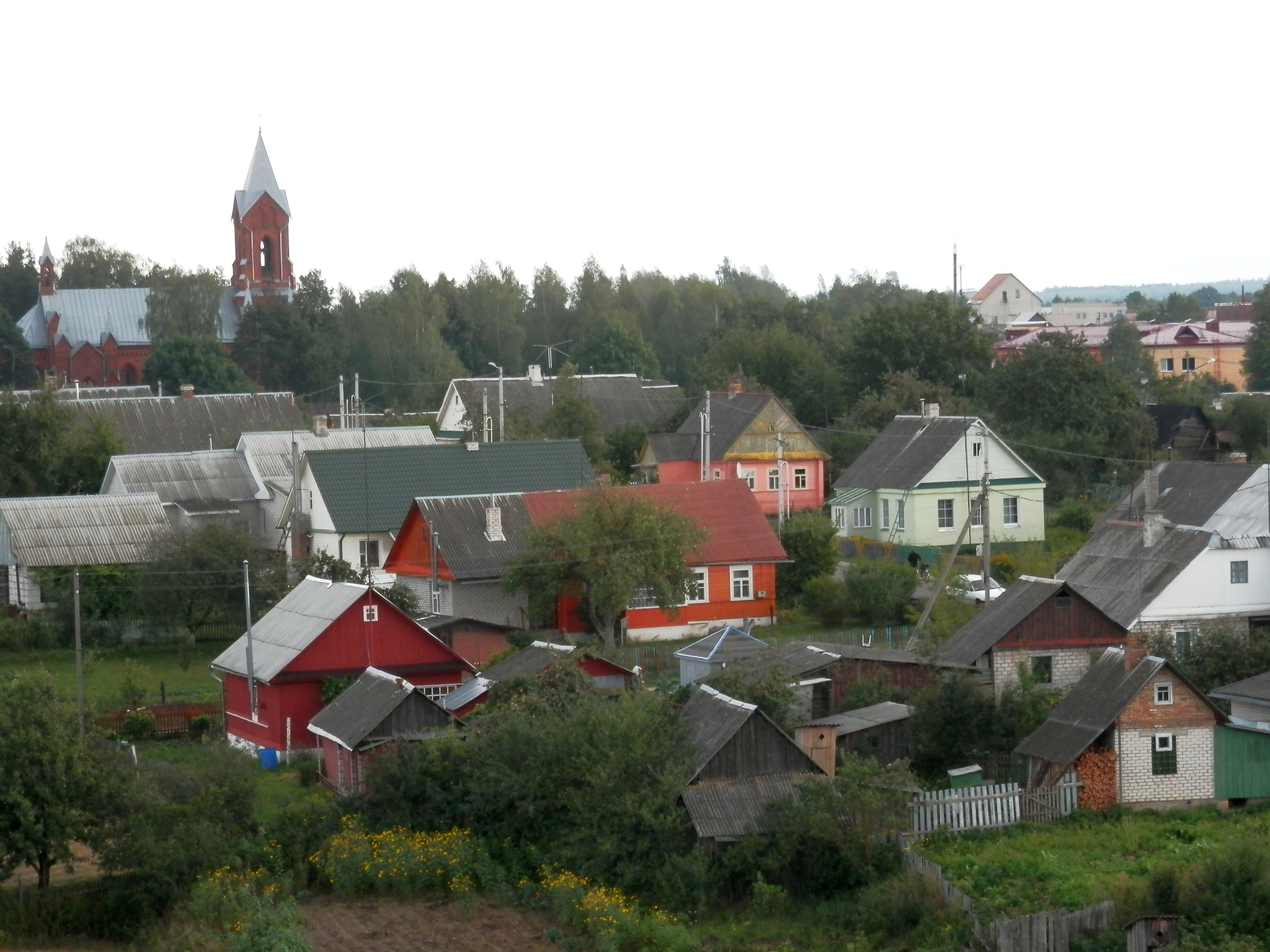
Iwieniec, fragment parterowej zabudowy

Do ważniejszych budynków w miasteczku zaliczano także: dom gminy żydowskiej, rzeźnię i zbudowane w rynku w końcu XIX wieku hale na placu bazarowym (sukiennice), mieszczące sklepy. Były liczne cegielnie, młyn, kino „Jutrzenka” w Domu Żołnierza i lotnisko przy koszarach. Wszystkich domów w miasteczku było 574, a murowanych tylko 10 – dane z roku 1938. W 1936 r. wybudowano nową szkołę przy ul. Zaklasztornej. Wybrukowano większość ulic, a niektóre oświetlono.
Początek elektryfikacji Iwieńca to rok 1934. Elektrownia została założona przez prywatnych przedsiębiorców i ulokowana za rzeczką w budynkach gospodarczych dawnego dworu Plewaków (wcześniej Sołłohubów, tzw. Biały Dwór), a pracę maszyn elektrowni wykorzystywano jednocześnie do uruchamiania tartaku. W miasteczku były liczne sklepy różnych branż, które „zaspokajały potrzeby ludności”. W 1931 r. Iwieniec liczył 3084 mieszkańców. Obywateli narodowości żydowskiej było 1563, narodowości polskiej 1503, białoruskiej 14, i rosyjskiej 4. Według spisu powszechnego z 1936 r. ogółem na terenie gminy Iwieniec zamieszkiwało 18 148 osób, z tego Polaków 13 587, Białorusinów 2946 i 1592 Żydów. Statystyka nie uwzględnia wojska.
Okoliczna Puszcza Nalibocka była obszarem wzmożonej aktywności żołnierzy ruchu oporu AK. W czasie wojny, 19 lipca 1943, we wsi Borowikowszczyzna niedaleko Iwieńca zostali rozstrzelani przez hitlerowców bł.bł. Józef Achilles Puchała i Karol Herman Stępień, franciszkanie konwentualni z klasztoru w Iwieńcu.
Za II Rzeczypospolitej miejscowość była siedzibą wiejskiej gminy Iwieniec. W czasie wojny od września 1939 do czerwca 1941 w ZSRR, od czerwca 1941 do czerwca 1944 wchodziła w skład niemieckiego Komisariatu Rzeszy Wschód, zaś od 1944 ponownie w składzie ZSRR. W okresie sowieckiej i niemieckiej okupacji miasto awansowało do rangi stolicy rejonu, a liczba jego mieszkańców wzrosła dwukrotnie.
Podczas okupacji hitlerowskiej, 25 listopada 1941 roku Niemcy utworzyli getto dla żydowskich mieszkańców. Przebywało w nim około 1500 osób. 9 czerwca 1942 roku Niemcy zlikwidowali getto, a Żydów wywieziono do getta w Nowogródku, część zamordowano na miejscu. 
19 czerwca 1943 roku Polski Oddział Partyzancki z Obwodu AK Stołpce zdobył Iwieniec i rozbił miejscowy garnizon niemiecki. Miasto było wolne przez kilkanaście godzin. Wydarzenia te przeszły do historii jako „powstanie iwienieckie”. Mszcząc się za poniesioną klęskę, Niemcy zamordowali później około 150 mieszkańców Iwieńca, a wielu innych wywieźli na roboty przymusowe.
Od 1991 w niepodległej Białorusi. W 1998 Iwieniec otrzymał herb wzorowany na herbie szlacheckim Prawdzic rodu Sołłohubów, przedstawiającym złotego lwa na czerwonym polu. Znajduje się tu także muzeum regionalne, kiedyś Feliksa Dzierżyńskiego, (obecnie w jego rodzinnym Dzierżynowie).
4 lipca 2012 samolot wyczarterowany przez szwedzką agencję reklamową Studio Total zrzucił nad Iwieńcem kilkaset pluszowych misiów na spadochronach z przyczepionymi prodemokratycznymi hasłami. Po trzech tygodniach zaprzeczania, że ta sytuacja miała miejsce, w reakcji na to wydarzenie białoruski rząd wydalił ambasadora Szwecji. Incydent ten jest znany jako pluszowy desant.

## Zabytki
- kościół św. Michała Archanioła (1702-1705) tzw. "biały" i istniejący przy nim klasztor franciszkanów (1741-1749)
- kościół św. Aleksego (1905-1907) tzw. "czerwony" i XIX-wieczny cmentarz katolicki
- synagoga z pocz. XX wieku i cmentarz żydowski
- Dom-muzeum Apolinarego Pupko
- Cmentarz z XIX wieku. Na cmentarzu pochowani są pod nagrobkiem z rosyjskim napisem Kazimierz Edmundowicz Dzierżyński i Lucja Wilgielmowna Dzierżyńska rozstrzelani przez Niemców za wspieranie partyzantów z Armii Krajowej.

## Galeria

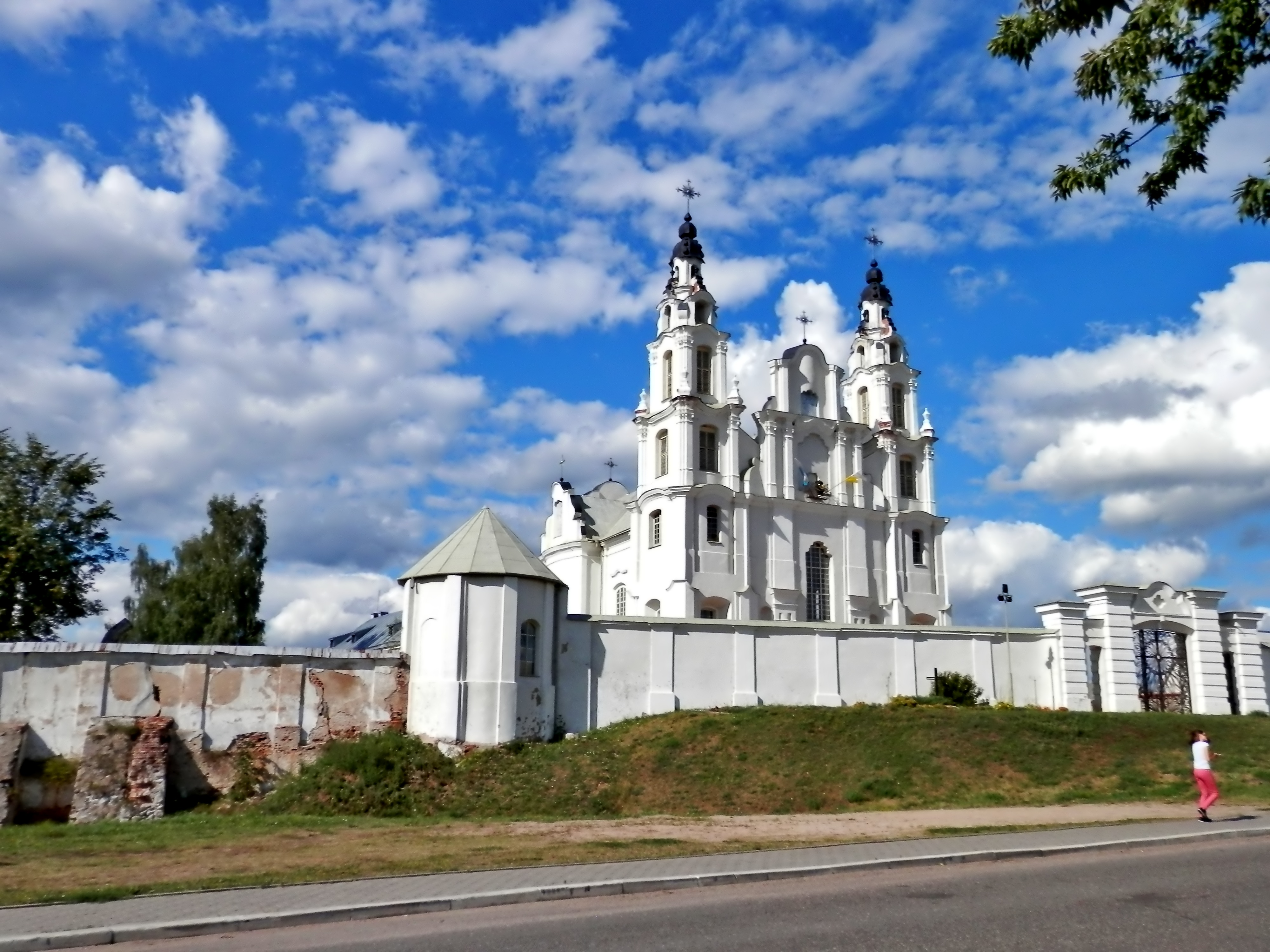
Kościół św. Michała i klasztor franciszkański
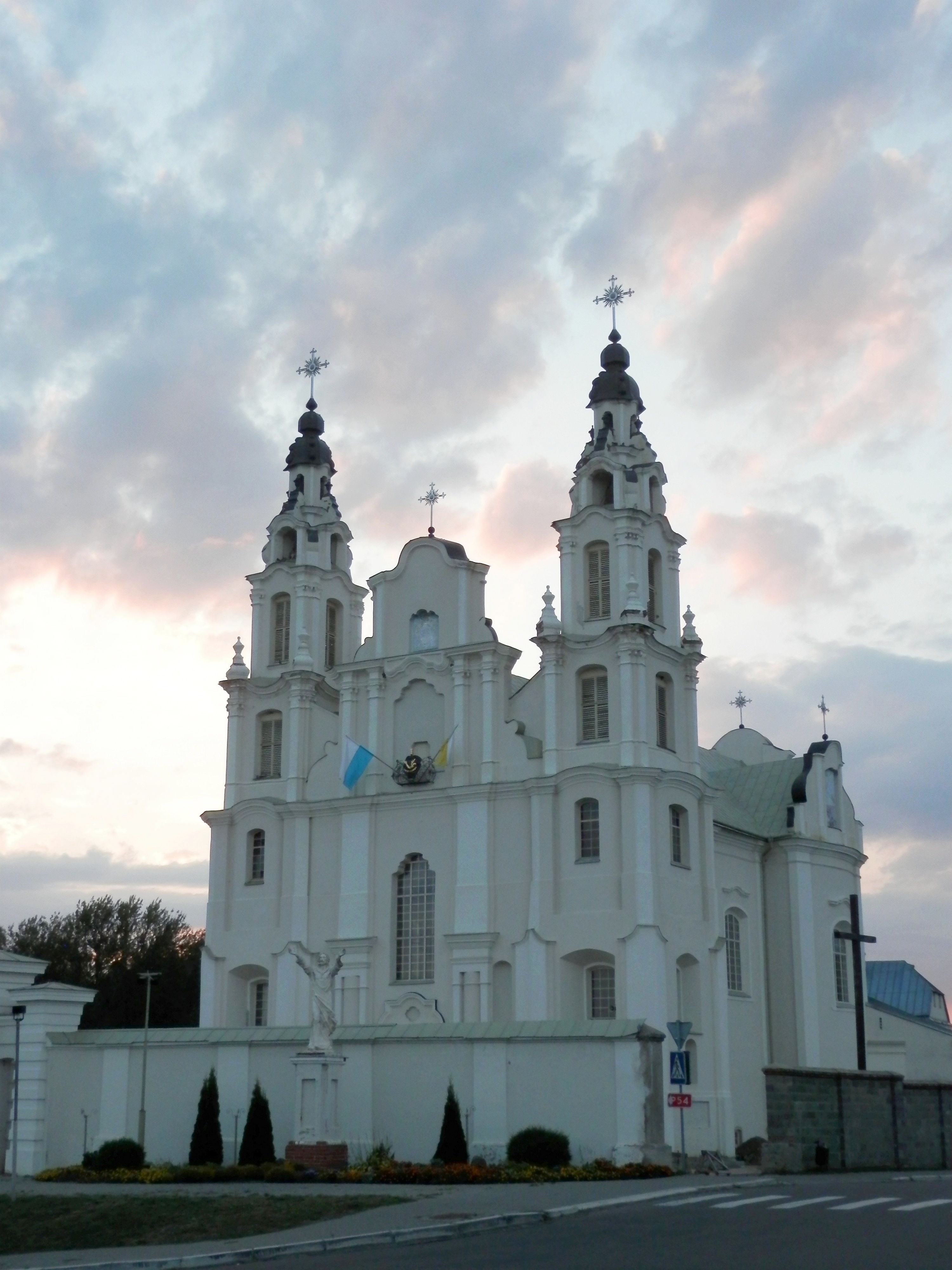
Kościół św. Michała
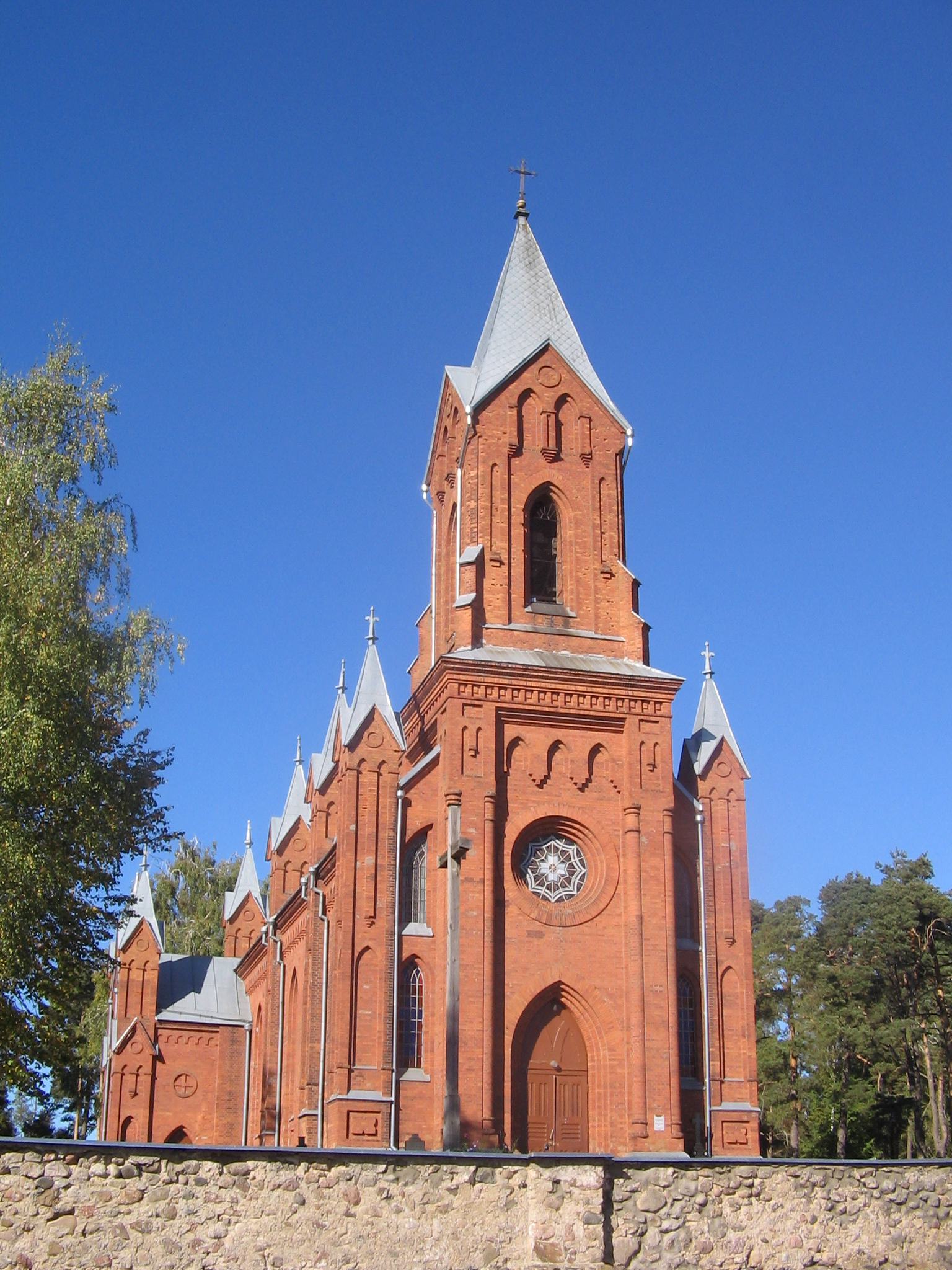
Kościół św. Aleksego (1905-1907)
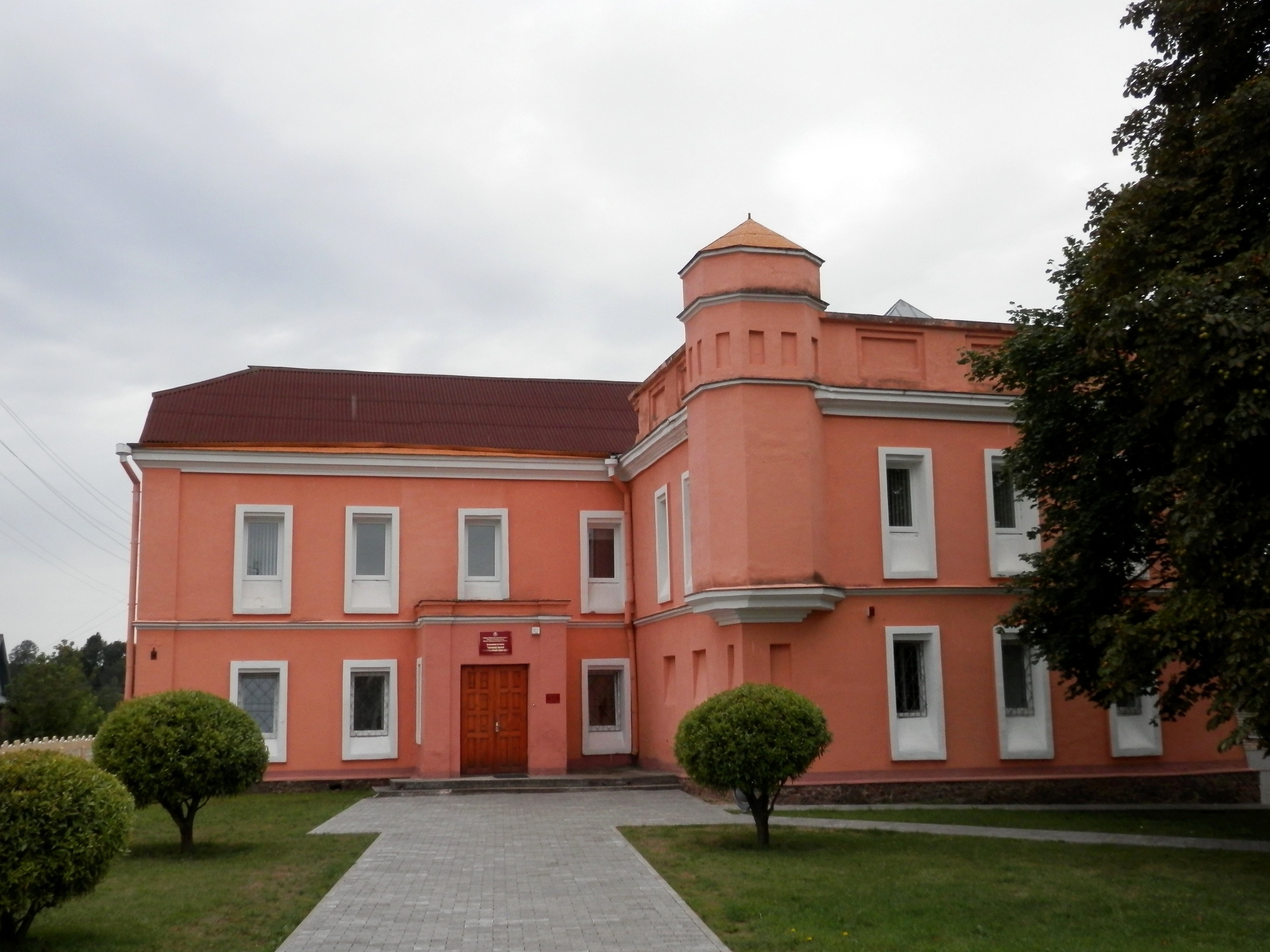
Muzeum krajoznawcze
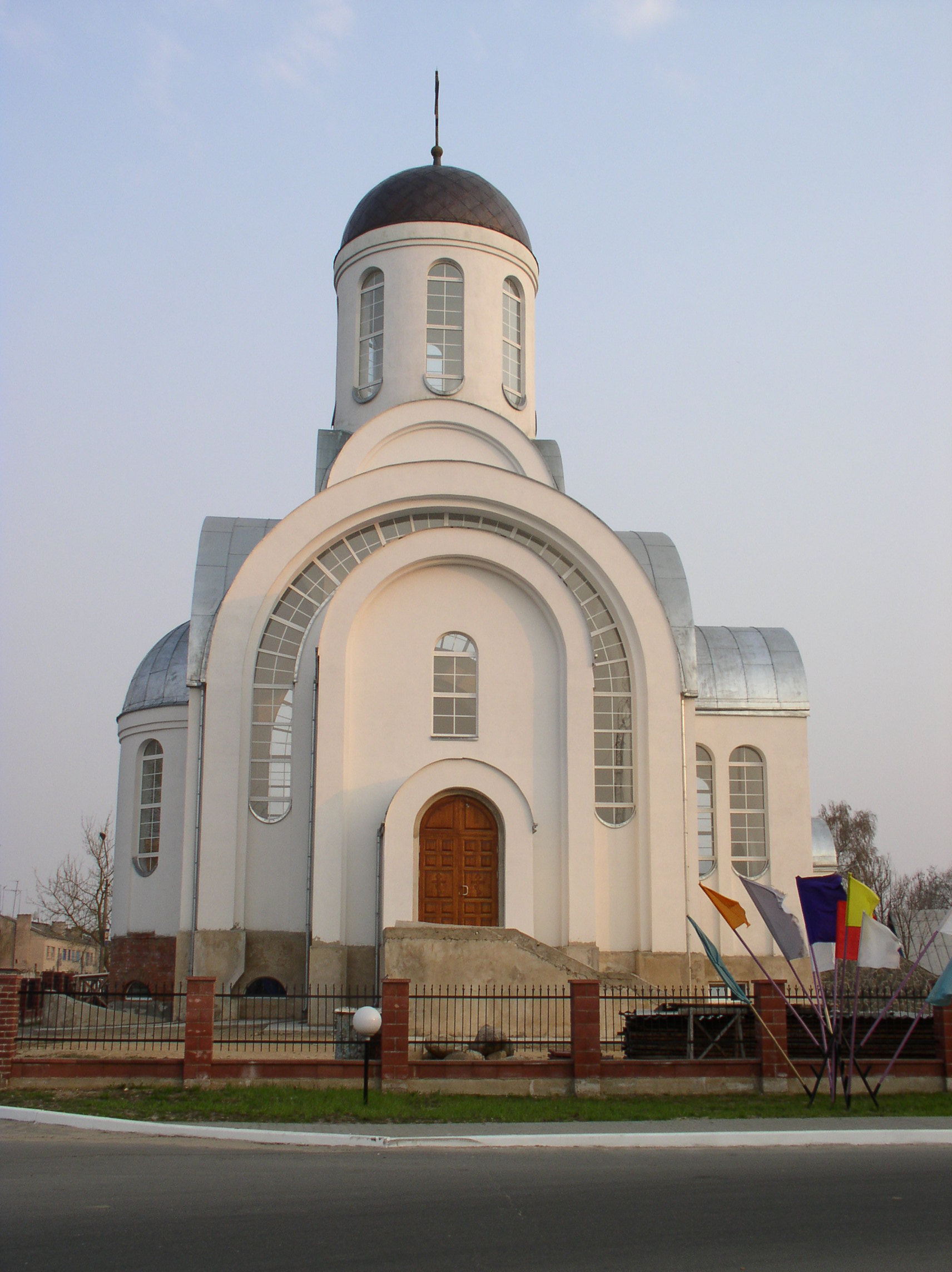
Cerkiew Św. Eufrozyny Połockiej (2003-04)

## Miasta partnerskie
- Sterdyń